# Kumiko Okamoto
Pour les articles homonymes, voir Okamoto.
Ne pas confondre avec Seiko Okamoto, également joueuse de tennis.
Kumiko Okamoto (岡本 久美子, Okamoto Kumiko, née le 19 février 1965 à Osaka) est une joueuse de tennis japonaise, professionnelle du début des années 1980 à 1992.
Elle a atteint le 75e rang mondial en simple le 24 avril 1989 et le 124e en double le 11 avril 1988.
Pendant sa carrière, elle a gagné un tournoi WTA en simple.

## Palmarès

### Titre en simple dames
| No | Date       | Nom et lieu du tournoi    | Catégorie | Dotation  | Surface    | Finaliste        | Score    |          |
| -- | ---------- | ------------------------- | --------- | --------- | ---------- | ---------------- | -------- | -------- |
| 1  | 17/04/1989 | Suntory Japan Open, Tokyo | Tier V    | 100 000 $ | Dur (ext.) | Elizabeth Smylie | 6-4, 6-2 | Parcours |

### Finale en simple dames
Aucune

## Parcours en Grand Chelem

### En simple dames
| Année | Open d'Australie | Open d'Australie | Internationaux de France | Internationaux de France | Wimbledon       | Wimbledon      | US Open         | US Open          |
| 1987  | 1er tour (1/64)  | Ann Devries      | 1er tour (1/64)          | Michelle Casati          | 3e tour (1/16)  | Chris Evert    | 1er tour (1/64) | Sylvia Hanika    |
| 1988  | 1er tour (1/64)  | Julie Richardson | 1er tour (1/64)          | Sandra Cecchini          | 2e tour (1/32)  | Akiko Kijimuta | 1er tour (1/64) | Stephanie Rehe   |
| 1989  | -                | -                | 1er tour (1/64)          | Shaun Stafford           | 1er tour (1/64) | Iva Budařová   | 1er tour (1/64) | Elizabeth Smylie |
| 1990  | 2e tour (1/32)   | Nicole Jagerman  | 1er tour (1/64)          | Claudia Kohde-Kilsch     | -               | -              | -               | -                |

À droite du résultat, l’ultime adversaire.

### En double dames
| Année | Open d'Australie          | Open d'Australie          | Internationaux de France  | Internationaux de France   | Wimbledon                  | Wimbledon               | US Open | US Open |
| 1987  | -                         | -                         | 2e tour (1/16) Naoko Sato | Jana Novotná C. Suire      | 1er tour (1/32) Naoko Sato | Peanut Louie H. Ludloff | -       | -       |
| 1988  | 2e tour (1/16) Naoko Sato | M. Lindström Alison Scott | 2e tour (1/16) Naoko Sato | Elise Burgin H. Mandlíková | 1er tour (1/32) Naoko Sato | N. Jagerman S. Rehe     | -       | -       |

Sous le résultat, la partenaire ; à droite, l’ultime équipe adverse.

## Parcours aux Jeux olympiques

### En simple dames
| # | Date       | Nom de l'olympiade | Surface    | Résultat        | Ultime adversaire  | Score     |          |
| - | ---------- | ------------------ | ---------- | --------------- | ------------------ | --------- | -------- |
| 1 | 20/09/1988 | Olympics Séoul     | Dur (ext.) | 1er tour (1/32) | Catarina Lindqvist | 7-63, 7-5 | Parcours |

### En double dames
| # | Date       | Nom de l'olympiade | Surface    | Résultat      | Partenaire   | Ultimes adversaires        | Score    |          |
| - | ---------- | ------------------ | ---------- | ------------- | ------------ | -------------------------- | -------- | -------- |
| 1 | 20/09/1988 | Olympics Séoul     | Dur (ext.) | 1/4 de finale | Etsuko Inoue | Jana Novotná Helena Suková | 6-3, 6-2 | Parcours |

## Parcours en Coupe de la Fédération
| #                                                                      | Date       | Lieu        | Surface      | Gagnante(s)              | Perdante(s)                  | Score    |          |
|                                                                        |            |             |              |                          |                              |          |          |
| 1982 - 1er tour (groupe mondial) - Japon - Chine - 0 : 3               |            |             |              |                          |                              |          |          |
| 1                                                                      | 19/07/1982 | Santa Clara | Dur (ext.)   | Hu Na                    | Kumiko Okamoto               | 6-1, 6-2 | Parcours |
|                                                                        |            |             |              |                          |                              |          |          |
| 1983 - 2e tour (groupe mondial) - Japon - Allemagne de l'Ouest - 0 : 3 |            |             |              |                          |                              |          |          |
| 2                                                                      | 18/07/1983 | Zurich      | Terre (ext.) | Petra Keppeler Eva Pfaff | Kumiko Okamoto Masako Yanagi | 7-6, 7-5 | Parcours |

## Classements WTA en fin de saison

### En simple
| Année | 1984 | 1985 | 1986 | 1987 | 1988 | 1989 | 1990 | 1991 |
| Rang  | 189  | 207  | 151  | 107  | 207  | 115  | 163  | 183  |

Source : (en) « Classements de Kumiko Okamoto », sur le site officiel du WTA Tour

### En double
| Année | 1986 | 1987 | 1988 | 1989 |
| Rang  | 145  | 135  | 257  | 239  |

Source : (en) « Classements de Kumiko Okamoto », sur le site officiel du WTA Tour